# 超越
超越（ちょうえつ、英: transcendence）とは、普通の程度を遥かに越えること、または、ある物が別の高い次元にあることを表す語彙・概念である。ここでは後者、とりわけ西洋の神学や哲学（形而上学）における、特殊な用法としての「超越」について解説する。

## 概要
下述するように、「超越」概念は、（人間自身も含む）感覚可能で流動的な「物理現象界」との対比で、「その物理現象・物理法則に囚われない（超越した）存在」を想定・表現・形容する際に持ち出される概念である。
したがって、「超越」概念は、常に対照的な「物理現象界」の何か（もしくは全体）との対比によって語られる。（そして、その「物理現象界」の何か（もしくは全体）を表現する用語・概念が「内在」であり、「超越」の対義語となっている。）
また、その「超越」的な存在は、素朴に「神/神々」とされることもあれば、非人格的な「抽象的存在」が想定されることもあり、論者によって異なる。ただし、いずれの場合も、「世界の根源性・原因性・存在性」と結びつけられて論じられることが、ほとんどである。
また、「超越」の名にふさわしいように、「物理現象界に属する我々人間には、それは捉えきれない、語り得ない」と処理・表現されることも多い。
（しかし、ただそれだけだと、ただの不可知論や懐疑論に陥ってしまい、人間がそうした「根源的・超越的存在」とつながったり探求したりする術や意欲を失って堕落してしまいかねないので、実際の宗教や哲学においては、「秘儀・神がかり」（古代ギリシアなど）や「信仰・祈り」（キリスト教など）や「瞑想」（仏教など）や「問答法・弁証術」（プラトン）といった「特殊な手段」を持ち出して、「根源的・超越的存在」とつながれるという話にしたり、プラトンの「魂論」やウパニシャッド哲学の「アートマン・梵我一如思想」や大乗仏教の「仏性・如来蔵思想」に代表されるように、「我々人間の魂の中には、「根源的・超越的存在」とつながった何か（ヌース・ロゴス（知性・理性）、アートマン（真我）、仏性・如来蔵）が分け与えられて内在しており、それを探求・強化することで、「根源的・超越的存在」に到達することができる」といった「分配論」を持ち出して、実践の糧とすることが多い。
したがって、後者の場合などは、パルメニデスや初期仏教に見られるような、「超越（真実在）」と「内在（現象）」を峻別する厳密な「超越論」ではなくなり、「超越論」と「内在論（汎神論）」の折衷論・統合論（「超越かつ内在」）になっている。）

## 歴史

### 古代
古代ギリシアにおいては、「超越」のような発想は、元々は「死すべき無知な人間・動物」と「不死で全知全能な神々・神霊」という対比において、「神々・神霊」の「不死・全知全能」ぶりを形容・強調するための素朴なものだった。
哲学において、「超越」の概念を最初に明確に打ち出したのは、パルメニデスである。彼はヘラクレイトスが打ち出した「万物流転」（全ては流動的・現象的）というテーゼに対抗して、世界の存在性・恒常性を担保する「本質存在」（ト・エオン）の概念を論理的に提唱した。
このパルメニデスの思想に影響を受けたプラトンは、その根源的な「本質存在」（ト・エオン）を、「善のイデア」や、その神格化である「創造主デミウルゴス」に置き換えつつ、それと「物理現象界」の中間に、（ピタゴラス派的な数学的抽象概念 (の実体視) で補強した、物理的・倫理的抽象概念 (の実体視) としての）多様な「イデア」から成る「イデア界」を想定・提唱した。
他方でアリストテレスは、自然学的な性格が強いため、「デミウルゴス」の代替概念である「不動の動者」を除き、諸存在は「形相」と「質料」の結合体であると見做し、超越については積極的に語らない。

### 中世
中世においては、上記したギリシア哲学（特に、プロティノスやプロクロスに代表される新プラトン主義）の思想がキリスト教に吸収されてキリスト教神学が形成され、その「超越」（的な神）概念も継承された。
例えば、神が現実世界の外にあるとか、対象が人間の意識とは独立に存在するという考え方である。対義語は「内在」（immanence）。
スコラ哲学においてはアリストテレスの10範疇の内に包摂されない存在の属性の事を指した。

### 近代
カントは、上記したプラトンの思想を、人間の認識構造（特に理性）の側から組み立て直すことを考えた（コペルニクス的転回）。そして、可能的経験を超えるもの、すなわち感性的な直感の対象となり得ないもの（「感性-悟性-理論理性」の対象となる「物理現象界」を超えた、「実践理性」の対象としてしか扱えないもの）を「超越」と考えた。カントはそれを、プラトンの「イデア」を意識しつつ、「物自体」「ヌーメノン」等と呼んだ。
ヤスパースは現存在から実存に飛躍することをさし、哲学は超越することに他ならないとした。

## 参考資料
- 哲学事典（平凡社、ISBN 978-4-582-10001-3）